# كورديليا (قمر)
بالإنكليزية Cordelia وهو أقرب قمر طبيعي لأورانوس. وقد اكتشف من الصور التي اتخذتها المسبار فوياجر 2 في 20 كانون الثاني من سنة 1986 وحصل على تعيين مؤقت S/1986 U 7. لم يتم تحديده مرة أخرى حتى استطاع مرصد هابل الفضائي ملاحظته في عام 1997. اشتق اسمه كورديليا من الابنة الصغرى للير في مسرحية الملك لير لويليام شكسبير. كما يعرف بأورانوس السادس
نصف قطره مداره يبلغ 20 كيلومترا والبياض الهندسي يلبلغ 0.08 ولا يعلم أي شيء تقريبا عدا ذلك. في فوياجر 2 صور كورديليا يظهر ككائن ممدود، ويتجه المحور رئيسي نحو أورانوس..
كورديليا هو قمر راعي داخلي لأورانوس ضمن حلقة أورانوس إبسلون.